# Derobrachus leechi
Derobrachus leechi es una especie de escarabajo longicornio del género Derobrachus, tribu Prionini, subfamilia Prioninae. Fue descrita científicamente por Chemsak y Linsley en 1977.

## Descripción
Mide 29-66 milímetros de longitud.

## Distribución
Se distribuye por México y Estados Unidos.